# Вейвленд (Міссісіпі)
Вейвленд (англ. Waveland) — місто (англ. city) в США, в окрузі Генкок штату Міссісіпі. Населення — 7210 осіб (2020).

## Географія
Вейвленд розташований за координатами 30°17′39″ пн. ш. 89°23′32″ зх. д. / 30.29417° пн. ш. 89.39222° зх. д. (30.294214, -89.392174).  За даними Бюро перепису населення США в 2010 році місто мало площу 22,36 км², з яких 21,99 км² — суходіл та 0,37 км² — водойми.

## Демографія
Згідно з переписом 2010 року, у місті мешкало 6435 осіб у 2572 домогосподарствах у складі 1682 родин. Густота населення становила 288 осіб/км².  Було 3286 помешкань (147/км²).
Расовий склад населення:
| - 80,5 % — білих - 13,3 % — чорних або афроамериканців - 1,5 % — азіатів - 0,6 % — корінних американців - 1,1 % — осіб інших рас |

До двох чи більше рас належало 2,9 %. Частка іспаномовних становила 3,8 % від усіх жителів.
За віковим діапазоном населення розподілялося таким чином: 25,2 % — особи молодші 18 років, 63,6 % — особи у віці 18—64 років, 11,2 % — особи у віці 65 років та старші. Медіана віку мешканця становила 37,1 року. На 100 осіб жіночої статі у місті припадало 94,6 чоловіків;  на 100 жінок у віці від 18 років та старших — 91,0 чоловіків також старших 18 років.
Середній дохід на одне домашнє господарство  становив 46 292 долари США (медіана — 34 681), а середній дохід на одну сім'ю — 53 813 долари (медіана — 40 044). Медіана доходів становила 40 406 доларів для чоловіків та 31 250 доларів для жінок. За межею бідності перебувало 25,7 % осіб, у тому числі 31,8 % дітей у віці до 18 років та 14,8 % осіб у віці 65 років та старших.
Цивільне працевлаштоване населення становило 2699 осіб. Основні галузі зайнятості: роздрібна торгівля — 15,2 %, освіта, охорона здоров'я та соціальна допомога — 14,0 %, мистецтво, розваги та відпочинок — 12,7 %.